# Seznam nemških matematikov
Seznam nemških matematikov.

## A
- Thomas Abbt (1738 – 1766)
- Wilhelm Ackermann (1896 – 1962)
- Franz Aepinus (1724 – 1802)
- Peter Apian (1495 – 1557)
- Michael Artin (1934 –) (nemško-ameriški)

## B
- Reinhold Baer (1902 – 1979)
- Oscar Becker (1889 – 1964)
- Friedrich Wilhelm Bessel (1784 – 1846)
- Otto Blumenthal (1876 – 1944)
- Oskar Bolza (1857 – 1942)
- Max Born (1882 – 1970)
- Werner Boy (1879 – 1914)
- Richard Brauer (1901 – 1977)
- Hans Joachim Bremermann (1926 – 1996)
- Carl Anton Bretschneider (1808 – 1878)
- Alexander von Brill (1842 – 1935)

## C
- Abraham Calov (1612 – 1686)
- Georg Ferdinand Cantor (1845 – 1918)
- Constantin Carathéodory (1873 – 1950)
- Ludolph van Ceulen (1540 – 1610)
- Ernst Florens Friedrich Chladni (1756 – 1827)
- Stefan Cohn-Vossen (1902 – 1936, Moskva)
- Elwin Bruno Christoffel (1829 – 1900)
- Rudolf Julius Emmanuel Clausius (1822 – 1888)
- Christopher Clavius (1538 – 1612)
- Alfred Clebsch (1833 – 1872)
- Lothar Collatz (1910 – 1990)
- Richard Courant (1888 – 1972)
- August Leopold Crelle (1780 – 1855)
- Joachim Cuntz (1948 –)

## D
- Julius Wilhelm Richard Dedekind (1831 – 1916)
- Max Wilhelm Dehn (1878 – 1952)
- Johann Peter Gustav Lejeune Dirichlet (1805 – 1859)
- Albrecht Dürer
- Walther von Dyck (1856 – 1934)

## E
- Gotthold Eisenstein (1823 – 1852)
- Friedrich Engel (1861 – 1941)
- Alfred Enneper (1830 – 1885)
- Andreas von Ettingshausen (1796 – 1878)

## F
- Georg Faber (1877 – 1966)
- Wilhelm Fiedler (1832 – 1912) (nemško - švicarski)
- Adolf Abraham Halevi Fraenkel (1891 – 1965)
- Frederic Friedel ? (1945 –)
- Kurt Otto Friedrichs (1901 – 1982) (nemško - ameriški)
- Ferdinand Georg Frobenius (1849 – 1917).
- Robert Frucht (1906 – 1997)
- Lazarus Fuchs (1833 – 1902)

## G
- Carl Friedrich Gauss (1777 – 1855)
- Carl Wolfgang Benjamin Goldschmidt (1807 – 1851)
- Paul Gordan (1837 – 1912)
- Hermann Günther Grassmann (1809 – 1877)
- Alexander Grothendieck (1928 – 2014) (nemško - francoski)
- Christoph Gudermann (1798 – 1852)
- Emil Julius Gumbel (1891 – 1966)

## H
- Wolfgang Haken (1928 – 2022)
- Georg Hamel (1877 – 1954)
- Hermann Hankel (1839 – 1873
- Heiko Harborth (1938 –)
- Johann Matthias Hase (1684 – 1742)
- Helmut Hasse (1898 – 1979)
- Felix Hausdorff (1868 – 1942)
- Kurt Heegner (1893 – 1965)
- Hans Arnold Heilbronn (1908 – 1975)
- Eduard Heine (1821 – 1881)
- Gustav Herglotz (1881 – 1953)
- Ludwig Otto Hesse (1811 – 1874)
- Karl Heun (1859 – 1929)
- Harro Heuser (1927 – 2011)
- David Hilbert (1862 – 1943)
- Ernst Hölder (1901 − 1990)
- Otto Ludwig Hölder (1859 – 1937)
- Harald Holz (1930 − 2024)
- Heinz Hopf (1894 – 1971)
- Reinhold Hoppe (1816 – 1900)

## J
- Carl Gustav Jakob Jacobi (1804 – 1851)
- Ernst Erich Jacobsthal (1882 – 1965)
- Fritz John (1910 – 1994)
- Ernst Pascual Jordan (1902 – 1980)
- Wilhelm Jordan (1842 – 1899)
- Joachim Jungius (1587 – 1657)

## K
- Theodor Kaluza (1910 – 1994)
- Theodor Franz Eduard Kaluza (1885 – 1954)
- Erich Kamke (1890 – 1961)
- Wilhelm Killing (1847 – 1923)
- Felix Christian Klein (1849 – 1925)
- Adolf Kneser (1862 – 1930)
- Hellmuth Kneser (1898 – 1973)
- Martin Kneser (1928 – 2004)
- Konrad Knopp (1882 – 1957)
- Max Koecher (1924 – 1990)
- Leo Königsberger (1837 – 1921)
- Leopold Kronecker (1823 – 1891)
- Nikolaus von Kues (1401 – 1464)
- Ernst Eduard Kummer (1810 – 1893)
- Martin Wilhelm Kutta (1867 – 1944)

## L
- Edmund Landau (1877 – 1938)
- Karl Christian von Langsdorf (1757 – 1834)
- Emanuel Lasker (1868 – 1941)
- Detlef Laugwitz (Nemčija, 1932 – 2000)
- Gottfried Wilhelm Leibniz (1646 – 1716)
- Hanfried Lenz (1916 – 2013)
- Heinrich-Wolfgang Leopoldt (1927 – 2011)
- Friedrich Wilhelm Levi (1888 – 1966)
- Ferdinand von Lindemann (1852 – 1939)
- Rudolf Lipschitz (1832 – 1903)
- Johann Benedict Listing (1808 – 1884)
- Frank Richard Löbell  (1893 – 1964)
- Paul Lorenzen (1915 – 1994)

## M
- Hans Maaß (1911 – 1992)
- Michael Maestlin (1550 – 1631)
- Ludwig Immanuel Magnus (1790 – 1861)
- Hans Carl Friedrich von Mangoldt (1854 – 1925)
- Jurij Ivanovič Manin (1937 – 2023)
- Herman William March (1878 – 1953)
- Heinrich Maschke (1853 – 1908)
- Ludwig Maurer (1859 – 1927)
- Johann Tobias Mayer (1752 – 1830)
- Tobias Mayer (1723 – 1762)
- Nicholas Mercator (~1620 – 1687)
- Franz Mertens (1840 – 1927)
- Jakob Milich (1501 – 1559)
- Hermann Minkowski (1864 – 1909)
- August Ferdinand Möbius (1790 – 1868)
- Ernst Max Mohr (1910 – 1989)
- Jürgen Kurt Moser (1928 – 1999)

## N
- Valentin Naboth (1523 – 1593)
- Jordan Nemorarij (~1170 – 1237)
- Eugen Netto (1848 – 1919)
- Jürgen Neukirch (1937 – 1997)
- Franz Ernst Neumann (1798 – 1895)
- Carl Gottfried Neumann (1832 – 1925)
- Emmy Noether (1882 – 1935)
- Max Noether (1844 – 1921)

## O
- Martin Ohm (1792 – 1872)
- Adam Olearius (1603 – 1671)
- Valentinus Otho (okoli 1548 – 1603)

## P
- Moritz Pasch (1843 – 1930)
- Heinz-Otto Peitgen (1945 – )
- Oskar Perron (1880 – 1975)
- Johann Friedrich Pfaff (1765 – 1825)
- Johann Wilhelm Andreas Pfaff (1774 – 1835)
- Julius Plücker (1801 – 1868)
- Leo August Pochhammer (1841 – 1920)
- Johannes Praetorius (Johann Richter) (1537 – 1616)

## R
- Franz Josef Radermacher (1950 –)
- Hans Adolph Rademacher (1892 – 1969)
- Richard Rado (1906 – 1989)
- Marie Reiche (1903 – 1998)
- Friedrich Julius Richelot (1808 – 1875)
- Bernhard Riemann (1826 – 1866)
- Adam Ries (1492 – 1559)
- Klaus Friedrich Roth (1925 – 2015)
- Carl David Tolmé Runge (1856 – 1927)

## S
- Horst Sachs (1927 – 2016)
- Friedrich Wilhelm Schäfke (1922 – 2010)
- Christoph Scheiner (1573 – 1650)
- Heinrich Ferdinand Scherk (1798 – 1885)
- Christoph Scheiner (1575 – 1650)
- Oscar Xavier Schlömilch (1823 – 1901)
- Erhard Oswald Johannes Schmidt (1876 – 1959)
- Theodor Schneider (1911 – 1988)
- Peter Scholze (1987 –)
- Johannes Schöner (1477 – 1547)
- Arthur Moritz Schönflies (1853 – 1928)
- Friedrich Hermann Schottky (1851 – 1935)
- Karlheinz Schüffler (1947 –)
- Friedrich Wilhelm Karl Ernst Schröder (1841 – 1902)
- Heinrich Schröter (1829 – 1892)
- Issai Schur (1875 – 1941)
- Hermann Amandus Schwarz (1843 – 1921)
- Daniel Schwenter (1585 – 1636)
- Hans Schwerdtfeger (1902 – 1990) (nem.-kanadsko-avstralski)
- Carl Ludwig Siegel (1896 – 1981)
- Leonhard Sohncke (1842 – 1897)
- Johann Georg von Soldner (1776 – 1833)
- Wilhelm (Otto Ludwig) Specht (1907 – 1985)
- Karl Georg Christian von Staudt (1798-1867)
- Michael Stifel (1487 – 1567)
- Johannes Stöffler (1452 – 1531)
- Ernst Gabor Straus (1922 – 1983) (nem.-amer.)
- Eduard Study (1862 – 1930)
- Friedrich Otto Rudolf Sturm (1841 – 1919)
- Karl-Theodor Sturm (1960 –)

## T
- Andreas Thom (1977 –)
- Carl Johannes Thomae (1840 – 1921)
- Peter Thullen (1907 – 1996)
- Otto Toeplitz (1881 – 1940)
- Johann Georg Tralles (1763 – 1822)
- Ehrenfried Walther von Tschirnhaus (1651 – 1708)

## V
- Johann Henrich Voigt (1613 – 1691)

## W
- Karl Weierstrass (1815 – 1897)
- Julius Weisbach (1806 – 1871)
- Johannes Werner (1468 – 1522)
- Hermann Weyl (1885 – 1955)
- Emil Weir ?
- Arthur Josef Alwin Wieferich (1884 – 1954)
- Paul Wittich (Nemčija, 1546 – 1586)
- Christian Wolff (1679 – 1754)

## Y
- Laurence Chisholm Young (1905 – 2000)

## Z
- Julius August Christoph Zech (1821 – 1864)
- Christian Zeller (1822 – 1899)
- Ernst Zermelo (1871 – 1953)
- Max August Zorn (1906 – 1993)